# Обстрелы Киева
Киев, столица Украины с населением около 2 950 000 жителей, часто подвергался нападениям со стороны Вооружённых сил России во время вторжения России в Украину.

## Обзор
Попытка захватить город была предпринята в феврале — апреле 2022 года, но российские войска были отброшены. С тех пор атаки осуществлялись дистанционно посредством авиаударов. С октября 2022 года Киев периодически подвергается атакам беспилотников иранского производства, находящихся на вооружении России. С начала вторжения 24 февраля 2022 года до 28 мая 2023 года воздушная тревога в Киеве объявлялась в общей сложности 887 часов.
В Киеве насчитывается 1078 бомбоубежищ, но в июне 2023 года правительственная комиссия установила, что только половина из них пригодна для использования.
В 2024 году Киев пережил 1300 атак беспилотников и более 250 ракетных атак в ходе 200 авиаударов российских войск. За этот год было 500 объявлений воздушной тревоги, в результате чего было повреждено 550 жилых зданий, а ежедневные отключения электроэнергии в среднем составляли девять часов.

## Удары в 2022 году

### Февраль
Ранним утром 25 февраля были совершены ракетные удары. Пострадал жилой дом в Дарнице, однако министерство обороны РФ отрицало нанесение каких-либо ракетных ударов по Киеву.

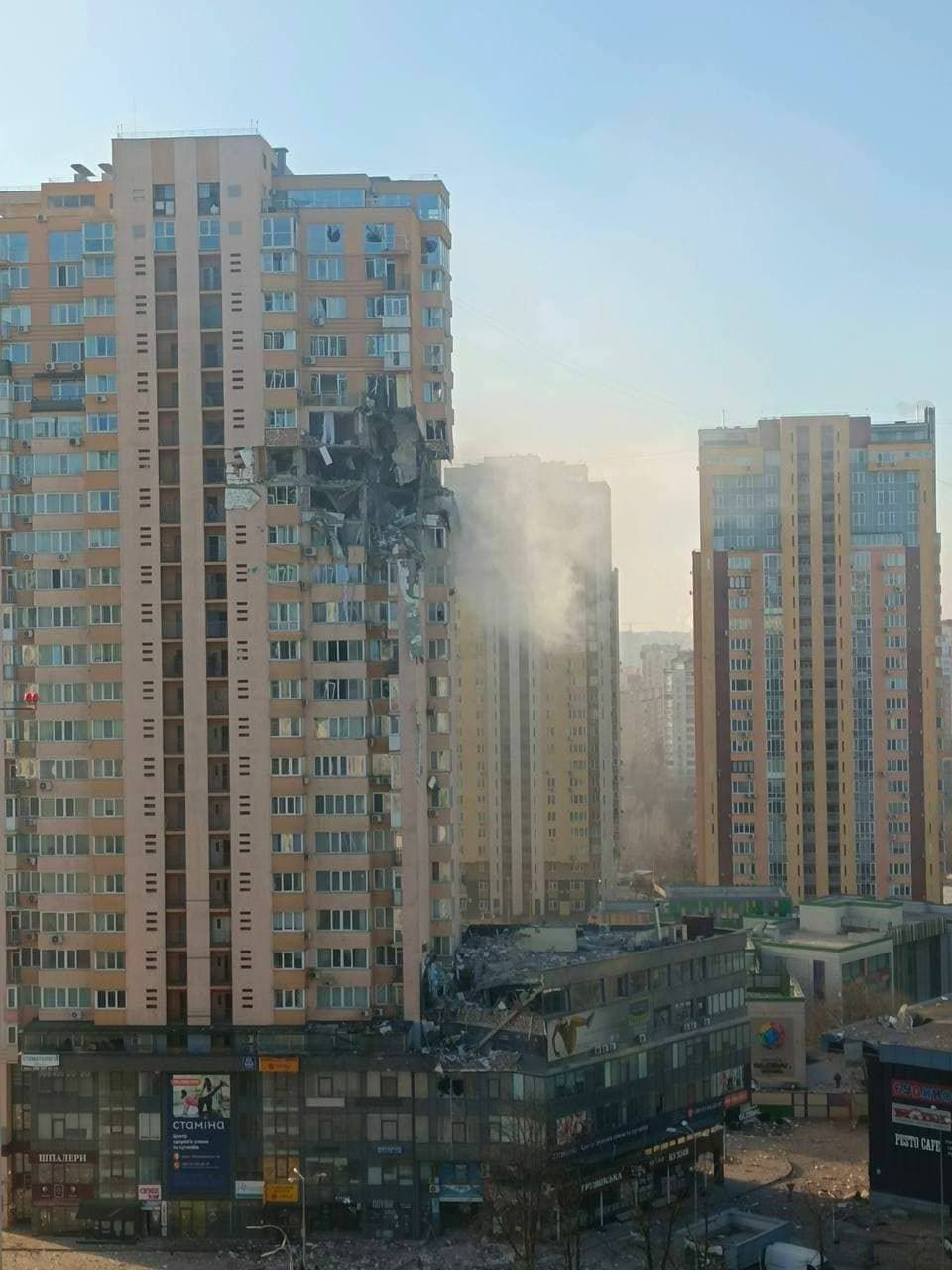
По данным украинской стороны, в дом № 6А на проспекте Валерия Лобановского в Киеве попала российская ракета, представители России заявляют, что в дом попала отказавшая ракета украинской системы ПВО

### Март
Утром 15 марта взрывная волна повредила Лукьяновский народный дом, где расположена Киевская малая опера.
16 марта утром, по данным ГСЧС Украины, в результате российских обстрелов были повреждены 12-этажный и 9-этажный дома в Шевченковском районе.
18 марта при утреннем обстреле Киева пострадали 6 домов, детсад и школа в Подольском районе (жилой массив Виноградарь). По словам главы города Виталия Кличко, дома стали непригодными для проживания. Один человек погиб, 19 были ранены.
Ракетный удар по торговому центру Retroville в Киеве был совершён российской авиацией 20 марта 2022 года около 22:45. Часть торгового центра вместе с его 12-этажным бизнес-центром были разрушены. По меньшей мере восемь человек погибли. По утверждению российского правительства, торговый центр использовался Украиной в качестве прикрытия для хранения и перезарядки боеприпасов.

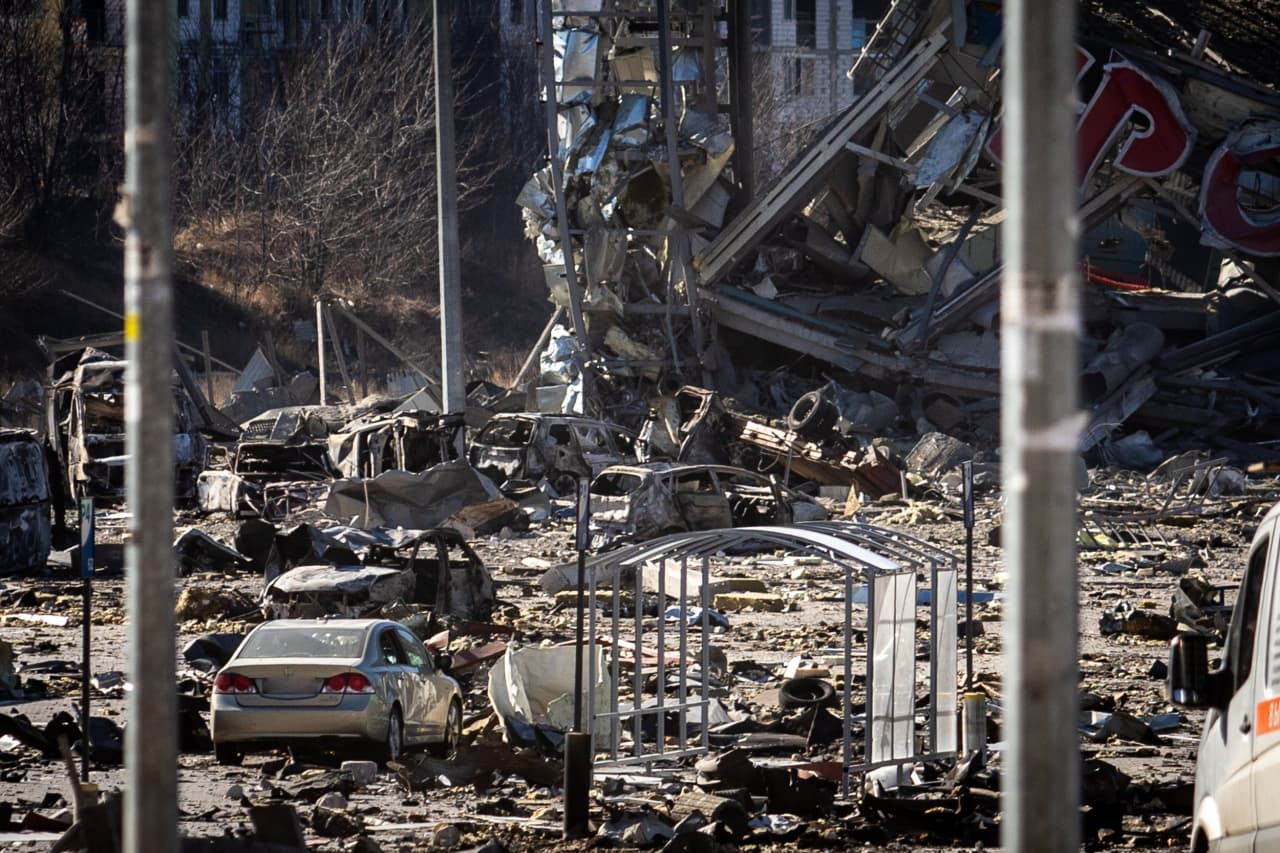
Последствия бомбардировки 20 марта 2022 года

21 марта в результате обстрела погибла журналистка The Insider Оксана Баулина.

### Апрель

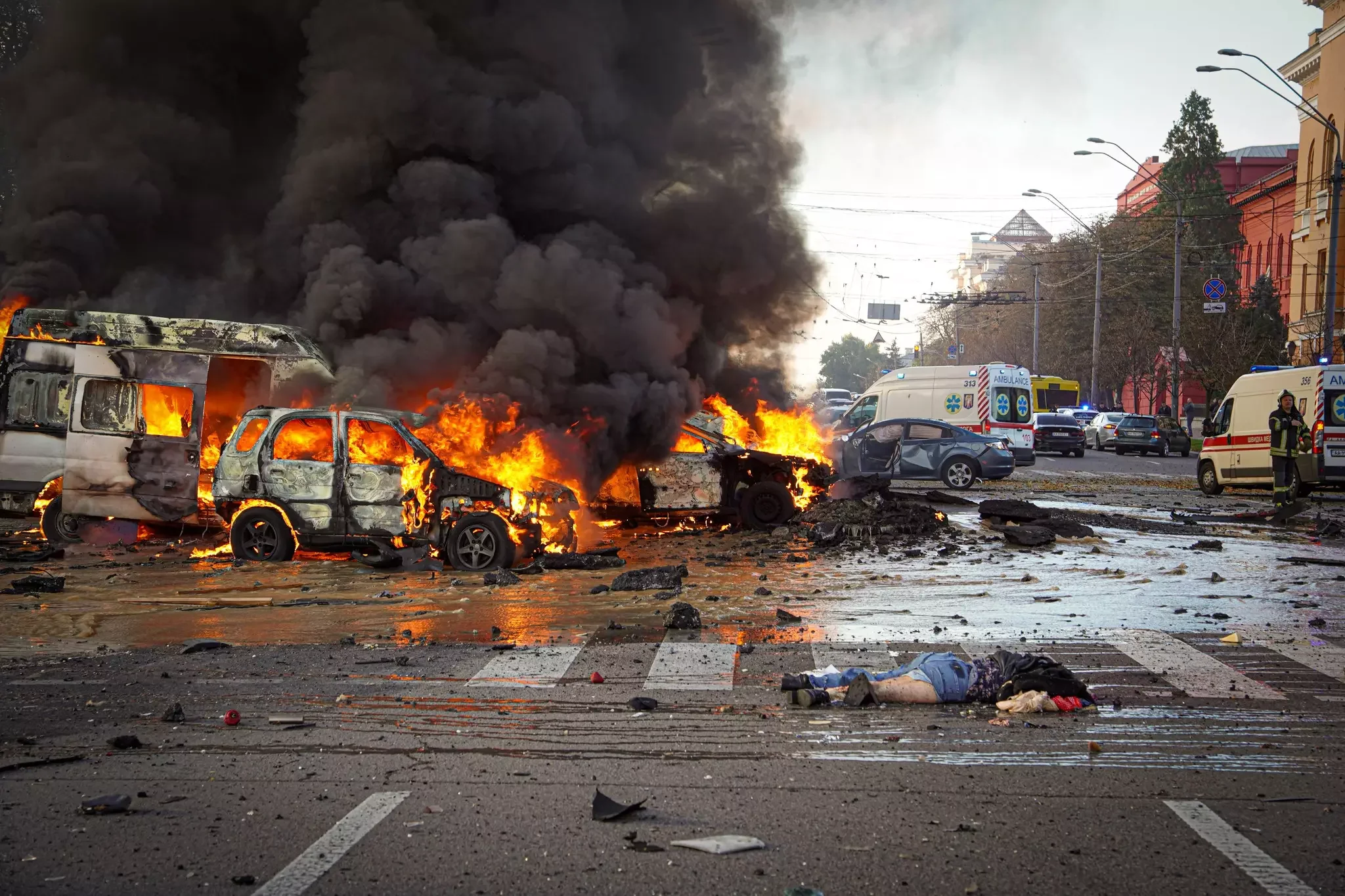
Последствия обстрела 10 октября

15 апреля Киев был обстрелян снова. Российские официальные лица заявляли об использовании ракет «Калибр».
28 апреля 2022 года два дальнобойных «средства воздушного базирования» были запущены во время визита Генерального секретаря ООН Антониу Гутерриша. В результате атаки погибла журналистка и продюсер Радио «Свобода» Вера Гирич.

### Июнь
5 июня 2022 года ракеты попали в Дарницкий и Днепровский районы Киева.
26 июня 2022 года ракеты дальнего радиуса действия, выпущенные российскими бомбардировщиками в районе Астрахани, повредили жилой дом и детский сад. 1 погиб, 6 получили ранения.

### Октябрь
10 октября 2022 года с 8 часов утра по киевскому времени ВС РФ во время российского вторжения в Украину совершили серию ракетных ударов. В результате обстрелов 7 человек погибли и 49 получили ранения. Эта атака на Украину стала одной из крупнейших с начала войны. Удары носили неизбирательный характер, целями являлись объекты гражданской инфраструктуры и жилые дома. Воздушная тревога в Киеве длилась рекордные 5 часов 37 минут. В Киевской области сработала ПВО. Было повреждено здание, где находится, среди прочего, визовый отдел консульства Германии.
17 октября 2022 года было использовано 28 беспилотников иранского производства, включая HESA Shahed 136 (Герань-2). Большинство из них, как сообщается, были сбиты. По меньшей мере 5 погибли.

### Ноябрь
23 ноября 2022 года была применена ракета Х-101.

### Декабрь
14 декабря 2022 года РФ было использовано 13 беспилотников иранского производства. По заявлениям Украины, все они были сбиты ПВО.
19 декабря 2022 года над Киевом были замечены 23 иранских беспилотника «Шахед», запущенных с восточного побережья Азовского моря, 18 из них были перехвачены.
29 декабря 2022 года ракетные удары привели к отключению электроэнергии, затронув 40 % жителей Киева. 3 человек было ранено. Украинские чиновники заявили, что над Киевом было уничтожено 16 ракет.

## 2023

### Январь
2 января 2023 года по меньшей мере 60 беспилотников полетели на Киев, некоторые из них ушли от ПВО. В итоге — 1 погибший, 1 раненый.

### Апрель
28 апреля 2023 года Киев подвергся нападению после паузы, длившейся около двух месяцев.

### Май
3 мая 2023 года беспилотники и ракеты типа «Шахед» полетели на Киев. По заявлениям украинских властей, все ракеты и беспилотники были уничтожены в воздушном пространстве Киева силами ПВО Украины.
9 мая 2023 года из района Каспийского моря было запущено 25 крылатых ракет «Калибр» и Х-101/Х-555, 23 из них, как сообщается, были сбиты.
16 мая 2023 года было запущено 18 различных ракет — 9 крылатых ракет «Калибр» с кораблей в Черном море, 6 гиперзвуковых баллистических ракет «Кинжал», 3 баллистические ракеты малой дальности «Искандер» с земли и 3 беспилотника. По заявлениям украинских чиновников, все они были сбиты. Министр обороны Украины Алексей Резников особенно похвалил сбитие всех гиперзвуковых ракет «Кинжал». По словам представителя ВВС Украины Юрия Игната, было использовано 6 ракет «Кинжал» из предполагаемого российского запаса около 50, что было расценено как «относительно большое количество» (то есть 12%).

## 2025

### Июль
31 июля Россия совершила очередной обстрел Киева, результатом чего стало повреждение главной мечети "Ар-Рияд" Духовного управления мусульман Украины "Умма" и Исламского культурного центра.